# Ávddajávri
Ávddajávri, enligt tidigare ortografi Autajaure, är en sjö i Gällivare kommun i Lappland och ingår i Luleälvens huvudavrinningsområde. Sjön är 47 meter djup, har en yta på 10,2 kvadratkilometer och är belägen 579 meter över havet. Ávddajávri ligger delvis i Sjaunja Natura 2000-område och delvis i Stora Sjöfallet Natura 2000-område. Sjön avvattnas av vattendraget Sunddegorži. 
Förledet Ávdda i sjöns namn betyder ejder, så en översättning av Ávddajávri skulle vara Ejdersjön.

## Delavrinningsområde
Ávddajávri ingår i det delavrinningsområde (752192-157701) som SMHI kallar för Utloppet av Autajaure. Medelhöjden är 684 meter över havet och ytan är 46,1 kvadratkilometer. Räknas de 34 avrinningsområdena uppströms in blir den ackumulerade arean 1 123,18 kvadratkilometer. Sunddegorži som avvattnar avrinningsområdet har biflödesordning 5, vilket innebär att vattnet flödar genom totalt 5 vattendrag (Suorggejohka, Tjävrráädno, Viedásädno, Stora Luleälven och Luleälven) innan det når havet. Avrinningsområdet består mestadels av skog (11 %) och kalfjäll (66 %). Avrinningsområdet har 10,55 kvadratkilometer vattenytor vilket ger det en sjöprocent på 22,9 %.